# 七月十四 (電影)
《七月十四》是1993年上映的一部香港恐怖片，由錢昇瑋執導及監製，劉青雲、周文健及陳明真主演。本片入圍第13屆香港電影金像獎共四項提名。

## 劇情
1977年，農曆七月十三，七個小孩在廢屋中發下毒誓，相約每年的農曆七月十四都要相聚一次。 1993年，農曆七月初七，一對男女離奇死亡，刑警周Sir及他的新拍檔孔明德奉命調查。在調查當中，兩人發現男死者的太太嘉儀嫌疑最大，她所提供的很多線索都難以得到合理的解釋。兩人帶著嘉儀繼續追查這宗離奇的死亡案件，發現她竟是當年發過毒誓的七個小孩之一，而另外五名也曾發過毒誓的人都已經死亡。隨著他們的深入調查，兩人發現了種種不可思議的怪事，每一個跟她有關的人不是失蹤就是被殺。那個他們童年時代發下的毒誓，似乎正在一一應驗…

## 人物角色
| 角色名稱 | 演員   | 備註                    |
| -------- | ------ | ----------------------- |
| 孔明德   | 劉青雲 | 警察，周Sir的新拍檔     |
| 周Sir    | 周文健 | 警察                    |
| 嘉儀     | 陳明真 |                         |
| 君       | 黎燕珊 |                         |
| 陳德康   | 張國強 |                         |
| Simon    | 陶大宇 | 嘉儀的丈夫              |
| 龍婆     | 羅 蘭  |                         |
| 長毛     | 黃 斌  |                         |
|          | 梁佩瑚 |                         |
|          | 查傳誼 |                         |
|          | 葉 晨  |                         |
| 鍾Sir    | 劉以達 | 周Sir和孔明德的上司     |
|          | 雷施敏 |                         |
|          | 鍾繼昌 |                         |
| 房東太太 | 苑瓊丹 | Simon被殺一案的目擊證人 |

## 獎項
| 年份 | 頒獎典禮             | 獎項         | 名單                                                    | 結果 |
| ---- | -------------------- | ------------ | ------------------------------------------------------- | ---- |
| 1994 | 第13屆香港電影金像獎 | 最佳男主角   | 劉青雲                                                  | 提名 |
| 1994 | 第13屆香港電影金像獎 | 最佳女配角   | 羅蘭                                                    | 提名 |
| 1994 | 第13屆香港電影金像獎 | 最佳新演員   | 陳明真                                                  | 提名 |
| 1994 | 第13屆香港電影金像獎 | 最佳電影歌曲 | 〈世界這麼好〉 主唱：兒童合唱 作曲：韋啟良 填詞：陳守樸 | 提名 |

## 外部連結
- 香港影庫上《七月十四》的資料（繁體中文）
- 開眼電影網上《七月十四》的資料（繁體中文）
- 豆瓣电影上《七月十四》的資料 （简体中文）
- 时光网上《七月十四》的資料（简体中文）
- AllMovie上《七月十四》的资料（英文）
- 互联网电影数据库（IMDb）上《七月十四》的资料（英文）